# Birmingham Barons

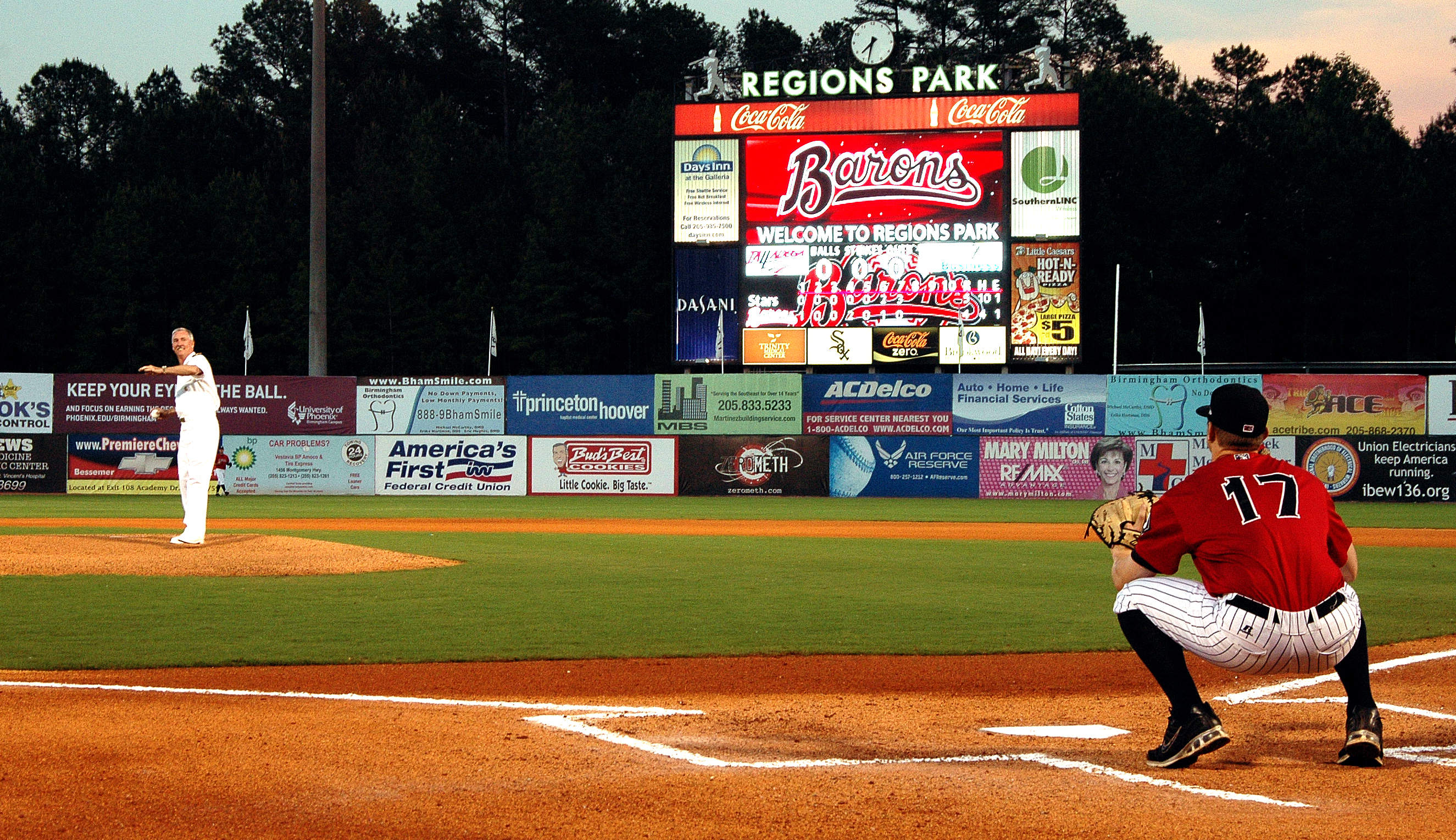
De Birmingham Barons in Regions Park

De Birmingham Barons is een Minor league baseballteam uit Birmingham, Alabama. Ze spelen in de Southern League (Double-A) van de Amerikaanse Minor League en behoren tot de organisatie van Major League Baseballteam Chicago White Sox. Hun thuiswedstrijden spelen de Barons op Regions Park.

## Historie
Het ontstaan van de Birmingham Barons dateert terug tot 1885. De Coal Barons speelden toentertijd in een van de vele zuidelijke competities die de Amerikaanse honkbalcompetitie in haar vroege jaren rijk was. In die jaren verdwenen en verschenen verschillende competities meerdere malen, maar het honkbal in Birmingham bleef bestaan. In 1901 werd de Southern Association gevormd, met daarin teams uit Birmingham, Selma, New Orleans, Shreveport, Little Rock, Memphis, Nashville en Chattanooga.
De eerste titel in de Southern Association van de vernieuwde Barons kwam tot stand in 1906, toen het team van toenmalig manager Harry Vaughn 85 keer won en 47 keer verloor. Het was de eerste van de in totaal 13 titels die de Barons in hun lange historie zouden winnen.

### Hoogtijdagen
De beste periode maakte de club uit Birmingham door in de jaren 20 van de twintigste eeuw. In heel Amerika trok de interesse voor de sport enorm aan en in Alabama was dat niet anders. Gedurende het decennium trok het toenmalige Rickwood stadion maar liefst acht keer meer dan 160.000 toeschouwers, waaronder zelfs 299.150 in 1927. In 1928 en 1929 wonnen de Barons opeenvolgende Southern League titels.

### Mindere jaren
Na de succesvolle jaren 20 ging het echter bergafwaarts met de Barons. De Grote Depressie in Amerika zorgde voor problemen voor het honkbal in Birmingham. In 1938 zag eigenaar Woodward zichzelf gedwongen de club te verkopen aan Ed Norton, nadat de Barons als al drie jaar virtueel aan een bank toebehoorden. Na de Tweede Wereldoorlog kwamen er echter weer meer en meer mensen naar honkbalwedstrijden kijken in de Verenigde Staten, wat in 1948 een recordaantal bezoekers (445.926) tot gevolg had voor de Barons. Een vol stadion bezorgde de club geen successen, want de Barons wonnen pas in 1958 weer een kampioenschap. De jaren die volgden leverden geen successen op en in 1961 verhuisden de Barons uit Birmingham. Voor het eerst sinds 1885 was er geen honkbalclub in het historische Birmingham.
In 1964 werd de club nieuw leven ingeblazen, maar deze wederopstanding was van korte duur. Na het seizoen van 1965 verhuisde de club opnieuw. In 1967 bracht Charles O. Finley het honkbal opnieuw terug naar de Magic City door de Birmingham A's te installeren als minor league organisatie voor de Kansas City A's (later: Oakland A's). Er werd direct succes geboekt, want de club pakte in 1967 de titel in de Southern League. Tussen '67 en '75 maakten toekomstige Hall of Fame-honkballers Reggie Jackson (1967) en Rollie Fingers ('67-'68) deel uit van de succesformatie in Birmingham. Beide spelers zouden niet lang na hun verblijf in Alabama de kern worden waarmee Major League club Oakland A's drie World Series titels op rij won (1972-1974). Ondanks het opleidingssucces in Birmingham, verdwenen de Birmingham A's in 1975 weer en stond het Rickwood stadion opnieuw vijf jaar leeg.

### Nieuwe tijden
De huidige versie van de Barons verscheen in 1981 ten tonele, dankzij Art Clarkson. Clarkson wist de Rebels uit Montgomery (ook Alabama) te lokken en doopte de club weer om in Birmingham Barons. De Barons wisten meteen succes te boeken, want in 1983 werd de opnieuw opgebouwde club wederom kampioen van de Southern League. In 1986 werd duidelijk dat de club het oude Rickwood stadion aan het ontgroeien was, dus liet Clarkson een nieuw stadion bouwen: Hoover Metropolitan Stadium (nu: Regions Park). Het team nam in stijl afscheid van hun historische stadion, door in 1987 opnieuw de titel te pakken. In het nieuwe stadion, dat in 1988 in gebruik genomen werd, won de club vervolgens nog vier keer het kampioenschap: 1989, 1993, 2002 en 2013. Sinds 1995 speelt de ploeg één keer per jaar the Rickwood Classic in het oude stadion, wat op dit moment gezien wordt als het oudste honkbalstadion in Amerika. In 2008 won de organisatie de Freitas Award, die jaarlijks uitgegeven wordt aan de club die zich op en naast het veld het beste profileert.

## Major League Connecties
- Chicago White Sox 1986–heden.
- Detroit Tigers 1957–1961; 1981–1985
- Kansas City/Oakland Athletics 1964–1965; 1967–1975
- New York Yankees 1953–1956
- Boston Red Sox 1948–1952
- Philadelphia Athletics 1947
- Pittsburgh Pirates 1946
- Cincinnati Reds 1939–1945
- Chicago Cubs 1938

## Trivia
- Basketball en Chicago Bulls superster Michael Jordan kwam in 1994 een seizoen uit voor de Birmingham Barons. Jordan wilde kijken of hij ook op professioneel niveau kon honkballen en vroeg een gunst aan Chicago Bulls eigenaar Jerry Reinsdorf. Reinsdorf, ook eigenaar van de Chicago White Sox, gaf Jordan toestemming om op een wat lager niveau te gaan honkballen voor de satellietclub in Birmingham. Jordans honkbalcarrière was geen succes, want na één seizoen hield hij het voor gezien.[2] Terug bij de Bulls leidde hij het basketbalteam naar hun tweede set van drie opeenvolgende titels ('95-'98).[3]